# Град полумесеца (2. део)
Епизода Град полумесеца (2. део) је 19. епизода 11. сезоне серије "МЗИС". Премијерно је приказана 1. априла 2014. године на каналу ЦБС.

## Опис
Сценарио за епизоду је писао творац серије "МЗИС: Нови Орлеанс" Гери Гласберг, а режирао ју је Тони Вармби.
Још једна жртва је пронађена, мртва бар две недеље. Грло му је пресечено челичном оштрицом, а гориво за авионе је нађено код трагова гума близу његовог тела. Еби зове Гибса и говори му да је гориво из авиона исто као и гориво које је пронађено на колима убијеног агента Дојла. Осумњичени, за кога се верује да је заокупљен конгресменом Меклејном и случајем Првенственог убице, је такође пронађен мртав. Гибс и Прајд проналазе убицу, сина Меклејновог сарадника, Спенсера Хенлона у војној кафани близу гробља, након што се Гибс сетио да је креч пронађен на Дојловим колима. Гибс и Прајд касније убијају Хенлона који је покушао да убије подофицирку Карлу Мид. Након што су решили случај, Прајд и његов тим добијају још један случај, Гибс чека Бишопову да би се вратили кући у Вашингтон, а Мередит Броди постаје трајни члан тима МЗИС-а из Новог Орлеанса.
У овој епизоди се појављују специјални агенти Двејн Касијус Прајд, Кристофер Ласејл и Мередит Броди и мртвозорник др. Лорета Вејд.

## Ликови

### Из серијеМЗИС
- Марк Хармон као Лерој Џетро Гибс
- Мајкл Ведерли као Ентони Динозо мл.
- Поли Перет као Ебигејл Шуто
- Шон Мајер као Тимоти Макги
- Брајан Дицен као Џејмс Палмер
- Емили Викершом као Еленор Бишоп
- Роки Керол као Леон Венс
- Дејвид Макалум као др. Доналд Малард

### Из серијеМЗИС: Нови Орлеанс
- Скот Бакула као Двејн Касијус Прајд
- Лукас Блек као Кристофер Ласејл
- Зои Меклилан као Мередит Броди
- К.К.Х. Паундер као др. Лорета Вејд.